# Demján Éva
Demján Éva (Szabadka, 1912. december 11. – Budapest, 1987. november 21.) Jászai Mari-díjas magyar színésznő, előadóművész, versmondó, érdemes művész.

## Életpályája
Szabadkán született 1912. december 11-én. Az Országos Színészegyesület színiiskolájában és Ascher Oszkárnál tanult. Első versmondói sikereit 1935-től megszűnéséig (1944. március 19.) a Vajda János Társaság előadóestjein aratta. Később Hont Ferenc haladó szellemű Független Színpadának művésze volt. 1945 után a Pódium Kabaré műsorában szerepelt, illetve országjáró művészként népművelő- és ismeretterjesztő műsorokban lépett fel. 1951-től egy évadot a Vidám Színpadon töltött. 1952-től nyugdíjba vonulásáig, 1971-ig az Irodalmi Színpad, illetve a Radnóti Színpad tagja volt. 1971-ben Kanada magyarlakta városaiban lépett fel és a torontói rádió magyar nyelvű adásában is vendégszerepelt. Számtalan jelentős pódium- és versműsor közreműködője volt, önálló estjein is verseket adott elő. Előadásmódjának egyszerűségével, bensőséges lírai pátoszával ragadta meg hallgatóságát.

## Verses előadóestek
Az Irodalmi Színpad illetve a Radnóti Színpad műsorából, amelyekben közreműködött: 
- Füst Milán-est
- Hernádi György-emlékest
- Radnóti-est (Dalok tüzes szekerén sorozat)
- Tóth Árpád-est (Dalok tüzes szekerén sorozat)
- Babits Mihály-emlékest
- Lélektől lélekig
- „Oly korban éltem...”
- Michelangelo-emlékest
- Weöres Sándor-est
- „A mindenséggel mérd magad!” (József Attila-est)
- Ady-est
- Juhász Gyula-est (születésének 75. évfordulóján)
- Várnai Zseni-est
- Tintásüveg
- A barátság ébresztése (Égtájak üzenete sorozat)

## Hanglemez
- Hófehérke és a hét törpe (Qualiton – M 3728-29)

## Díjai, elismerései
- Jászai Mari-díj (1965)
- SZOT-díj (1977)
- Érdemes művész (1986)